# Бугров, Владимир Васильевич
Владимир Васильевич Бугров (16 октября 1938, Сталинград — 9 декабря 2003, Воронеж) — советский и российский театральный актёр, режиссёр, педагог, театральный деятель, народный артист РСФСР. Ректор Воронежского государственного института искусств (1980—2003).

## Биография
Владимир Васильевич Бугров родился 16 октября 1938 года в Сталинграде. В 1961 году окончил Сталинградскую театральную студию. В 1968 году окончил ГИТИС им. А. В. Луначарского (курс Н. П. Охлопкова).
В 1962—1963 годах играл в Липецком драматическом театре.
В 1968—1980 годах служил главным режиссёром Воронежского ТЮЗа.
В 1980—2003 годах был ректором Воронежского государственного института искусств (с 1987 года —профессор). При нём в 1998 году институт получил название Воронежская государственная академия искусств.
Был председателем Воронежского отделения Всероссийского фонда культуры.
Умер 9 декабря 2003 года в Воронеже на 66-м году жизни.

## Награды и премии
- Заслуженный деятель искусств РСФСР (11.02.1977).
- Народный артист РСФСР (6.01.1986).
- Орден Почёта (22.11.1999).

## Работы в театре

### Воронежский ТЮЗ
- «Девочка и апрель» Т. Ян
- «Последние» М. Горького
- «Овод» Э. Войнич
- «Гроза» А. Н. Островского
- «В дороге» В. Розова
- «Барабан и флейта» Э. Пашнева

"В ночь на тридцатое". Ивана Масленникова.

### Воронежский драматический театр
- «Дорога в Бородухино» В. Кондратьева
- «Провинциальные анекдоты» А. Вампилова

### Воронежский институт искусств
- «Моя любовь на третьем курсе» М. Шатрова
- «В поисках радости» В. Розова
- «Мещане» М. Горького
- «Ревизор» Н. В. Гоголя
- «Сказка про Монику» Э. Шальтяниса